# گریس لائو
گریس لائو (انگلیسی: Grace Lau; ۱۹ اکتبر ۱۹۹۱) کاراته‌کا زن اهل هنگ کنگ است.